# Método Bunsen
El método Bunsen (en honor a Robert Wilhelm Bunsen) es un método con el que se puede determinar la masa molar de un gas a través del tiempo de salida del gas.

## Fundamento
Según la ley de Graham, para la salida de gases se aplica lo siguiente:
{\displaystyle {v_{1} \over v_{2}}={\sqrt {M_{2} \over M_{1}}}}
Para los tiempos de salida se aplica lo siguiente:
{\displaystyle {t_{2} \over t_{1}}={\sqrt {M_{2} \over M_{1}}}}
Si se conocen los tiempos de salida de dos gases y la masa molar de uno de ellos, se puede calcular la masa molar del otro gas de la siguiente manera
{\displaystyle M_{2}={\frac {t_{2}^{2}\cdot M_{1}}{t_{1}^{2}}}}

## Procedimiento

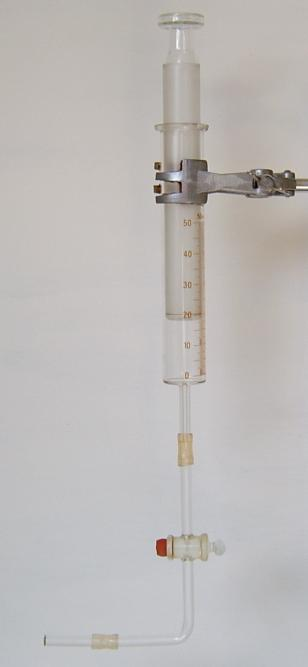
Aparato para determinar los tiempos de salida de gases.

En una modificación del efusiómetro Bunsen original, la determinación puede llevarse a cabo para el aprendizaje utilizando una jeringa de gas montada verticalmente para ilustrar las relaciones. La jeringa de gas está provista en la parte inferior de una llave de paso y un tubo de vidrio sellado con una boquilla. Primero se llena la jeringa con un gas conocido y se determina el tiempo que tarda en escapar. Se procede del mismo modo con el gas desconocido.
Ejemplo
Para 100 ml de un compuesto hidrocarbonado desconocido el tiempo de salida es t 2 = 9,0 segundos y para 100 ml de nitrógeno t 1 = 8,8 segundos. La masa molar del nitrógeno es M 1 = 28 g/mol.
{\displaystyle {\begin{aligned}M_{2}&={\frac {(9{,}0\,\mathrm {s} )^{2}\cdot 28\,\mathrm {g} /\mathrm {mol} }{(8{,}8\,\mathrm {s} )^{2}}}\\&=29{,}3\,\mathrm {g} /\mathrm {mol} \end{aligned}}}
Este podría ser etano .